# خیرآباد (بخش مرکزی ایرانشهر)
خیرآباد روستایی در دهستان حومه بخش مرکزی شهرستان ایرانشهر استان سیستان و بلوچستان ایران است.

## جمعیت
بر پایه سرشماری عمومی نفوس و مسکن در سال ۱۳۹۵ جمعیت این مکان ۲٬۹۶۱ نفر (۷۲۹خانوار) بوده‌است.